# تشيب بالتيمور
تشيب بالتيمور هو محامي وسياسي أمريكي، ولد في 22 مارس 1966 في أوسكلوسا في الولايات المتحدة. نشط حزبياً في الحزب الجمهوري. وقد انتخب عضو مجلس نواب ولاية آيوا ‏.